# Armeniska Jerusalemspatriarkatet
Armeniska Jerusalemspatriarkatet finns i Armeniska stadsdelen i Jerusalem, och lyder under Armeniska apostoliska kyrkan. I Jerusalem använder armenierna sig av den Julianska kalendern, medan resten av Armeniska apostoliska kyrkan samt övriga ortodoxa kyrkor följder den Reviderade julianska kalendern.

### Fotnoter
1. ↑  Jerusalem Post, 20 januari 2006 - Merry Christmas in Jerusalem again - and again Arkiverad 22 oktober 2012 hämtat från the Wayback Machine.